# Buch (månekrater)
 For alternative betydninger, se Buch. (Se også artikler, som begynder med Buch)
Buch er et gammelt, nedslidt nedslagskrater på Månen. Det befinder sig i det forrevne sydlige højland på Månens forside og er opkaldt efter den tyske geolog Christian L. von Buch (1774 – 1853).
Navnet blev officielt tildelt af den Internationale Astronomiske Union (IAU) i 1935. 
Observation af krateret rapporteredes første gang i 1834 af Johann Heinrich von Mädler. 

## Omgivelser
Buchkrateret ligger nordøst for det store Maurolycuskrater, og det tilsvarende store Büschingkrater er forbundet med den nordøstlige rand.

## Karakteristika
Kraterranden er let forlænget i nordøstlig retning, så krateret danner en æggeformet fordybning i overfladen. Randen er blevet eroderet af mange mindre nedslag, så kanten er afrundet og slidt ned. Inden i krateret er bunden relativt flad uden en central top i midten. Der er kun et småkrater nær den nordvestlige rand.
Det er bemærket (af Shoemaker og andre), at satellitkrateret "Buch B" er usædvanligt ved både at have en mørk skygge af materiale liggende rundt om randen og samtidig synes at have dannet nogle mørke stråler. Det var en tidlig overvejelse, at dette kunne være vulkansk af natur, men det er senere påvist, at der er tale om et typisk nedslagskrater, som blot er dannet over en "lomme" af mørkere materiale.

## Satellitkratere
De kratere, som kaldes satellitter, er små kratere beliggende i eller nær hovedkrateret. Deres dannelse er sædvanligvis sket uafhængigt af dette, men de får samme navn som hovedkrateret med tilføjelse af et stort bogstav. På kort over Månen er det en konvention at identificere dem ved at placere dette bogstav på den side af satellitkraterets midte, som ligger nærmest hovedkrateret. Buchkrateret har følgende satellitkratere:
| Buch | Længde  | Bredde  | Diameter |
| ---- | ------- | ------- | -------- |
| A    | 41,0° S | 17,6° Ø | 19 km    |
| B    | 37,8° S | 17,0° Ø | 6 km     |
| C    | 37,3° S | 17,2° Ø | 28 km    |
| D    | 39,6° S | 16,5° Ø | 7 km     |
| E    | 39,0° S | 16,5° Ø | 6 km     |

## Måneatlas
- Billeder af Buchkrateret i LPI-måneatlasset